# Лошадиные антилопы
Лошади́ные антило́пы (лат. Hippotragus, от др.-греч. ἱππο- +τράγος «конекозёл») — род африканских антилоп подсемейства саблерогих антилоп.

## Внешний вид
Высота в холке до 2 м, вес до 280 кг. Оба пола имеют длинные (иногда больше метра) массивные рога, которые поднимаются вертикально от утолщений лобной кости над орбитами под тупым углом к поверхности носовых костей и затем загибаются дугообразно назад; за исключением гладких концов рога покрыты кольчатыми утолщениями. Слезные ямки почти совершенно редуцированы. Уши длинные. Короткая толстая шея снабжена торчащей гривой. Длинный хвост (до полуметра) с явственной кистью на конце. Высота тела у загривка значительно больше, чем у крестца. Масть от почти белой или серой до чёрной.

## Распространение и места обитания
Водятся в тропической и южной Африке. Населяют пустыни и полупустыни.

## Виды
- Лошадиная антилопа (Hippotragus equinus)
- Чёрная антилопа (Hippotragus niger)
- Голубая антилопа (Hippotragus leucophaeus) †

## Иллюстрации

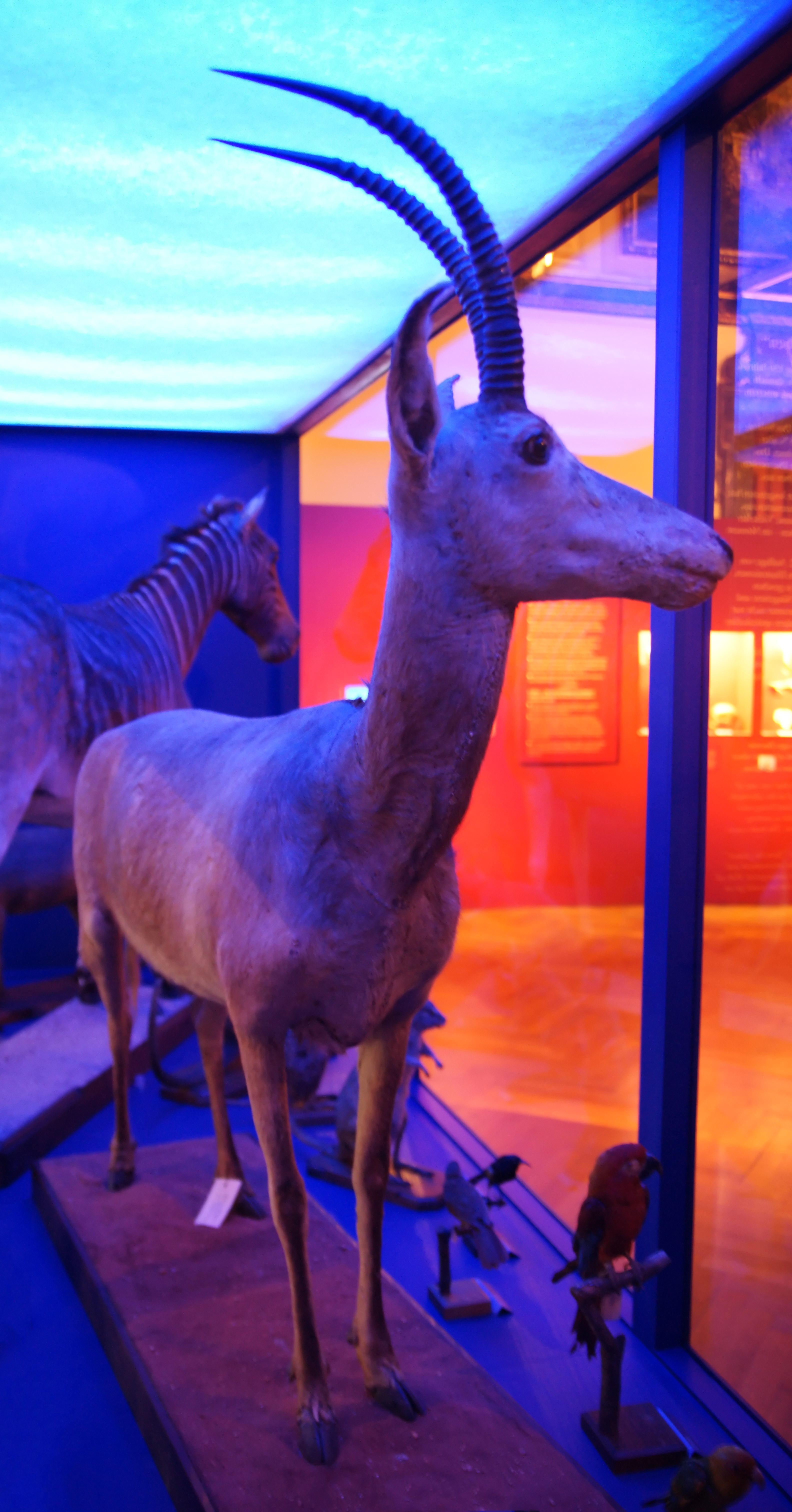
Чучело голубой антилопы в Венском музее естествознания
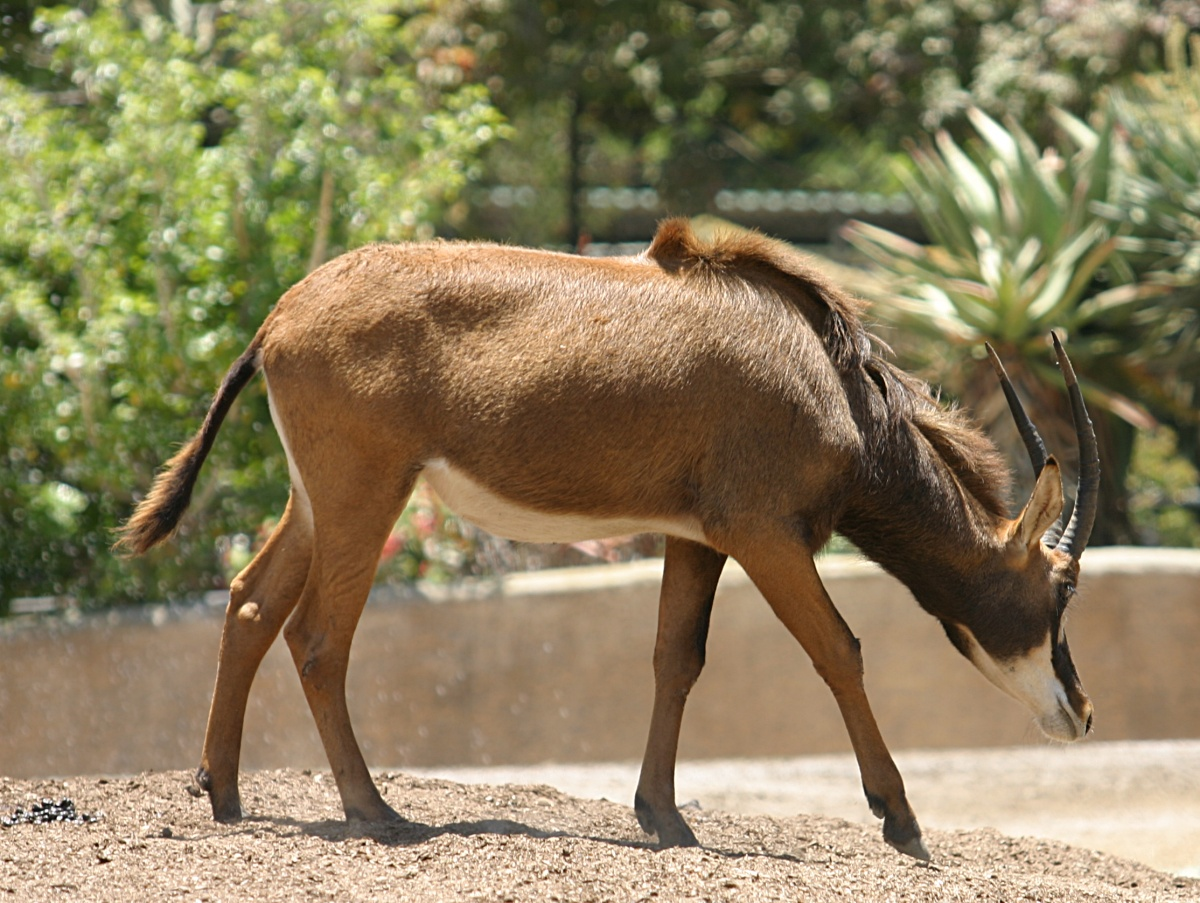
Чёрная антилопа (самка)
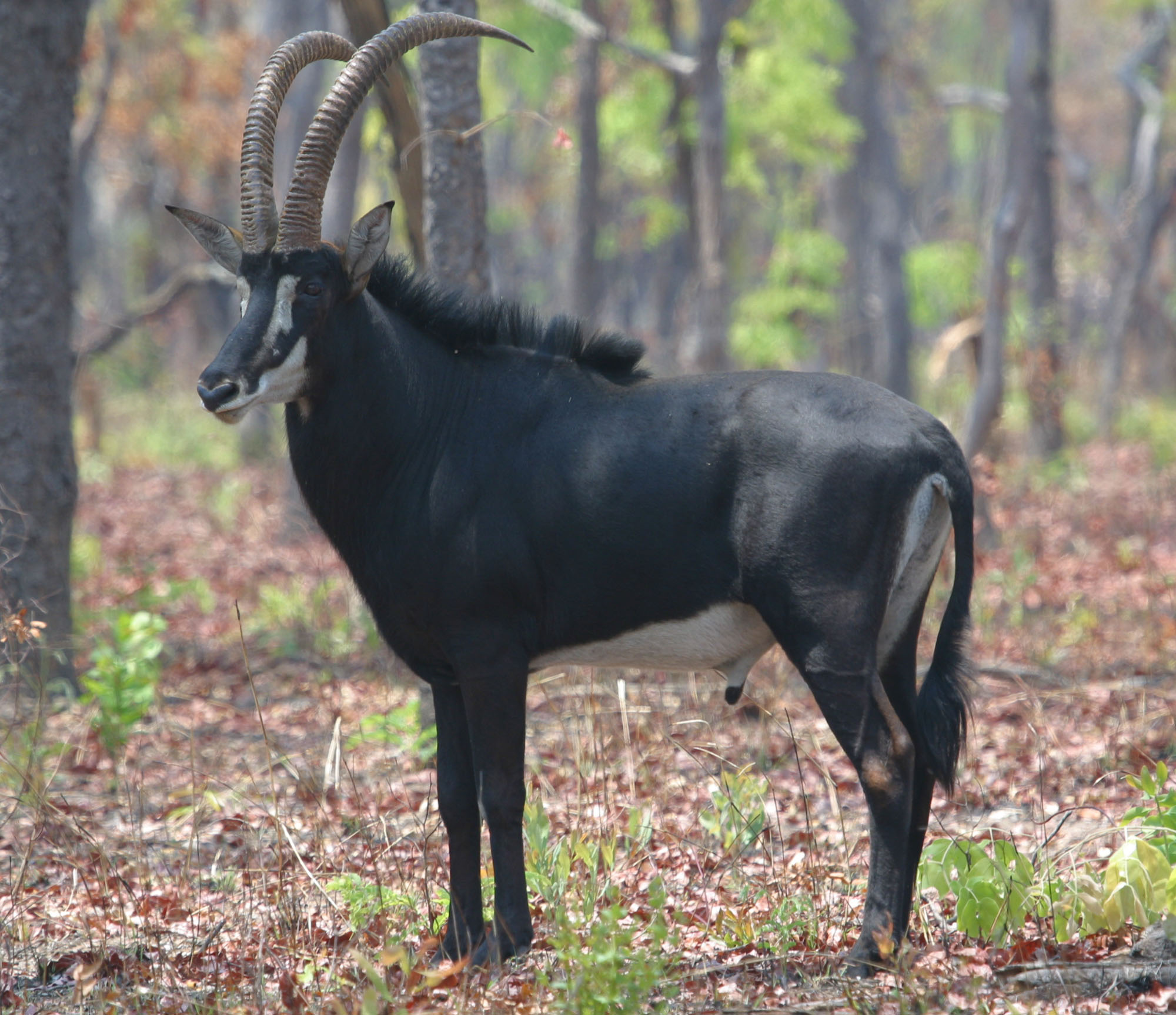
Чёрная антилопа (самец)